# Peter Dajnko

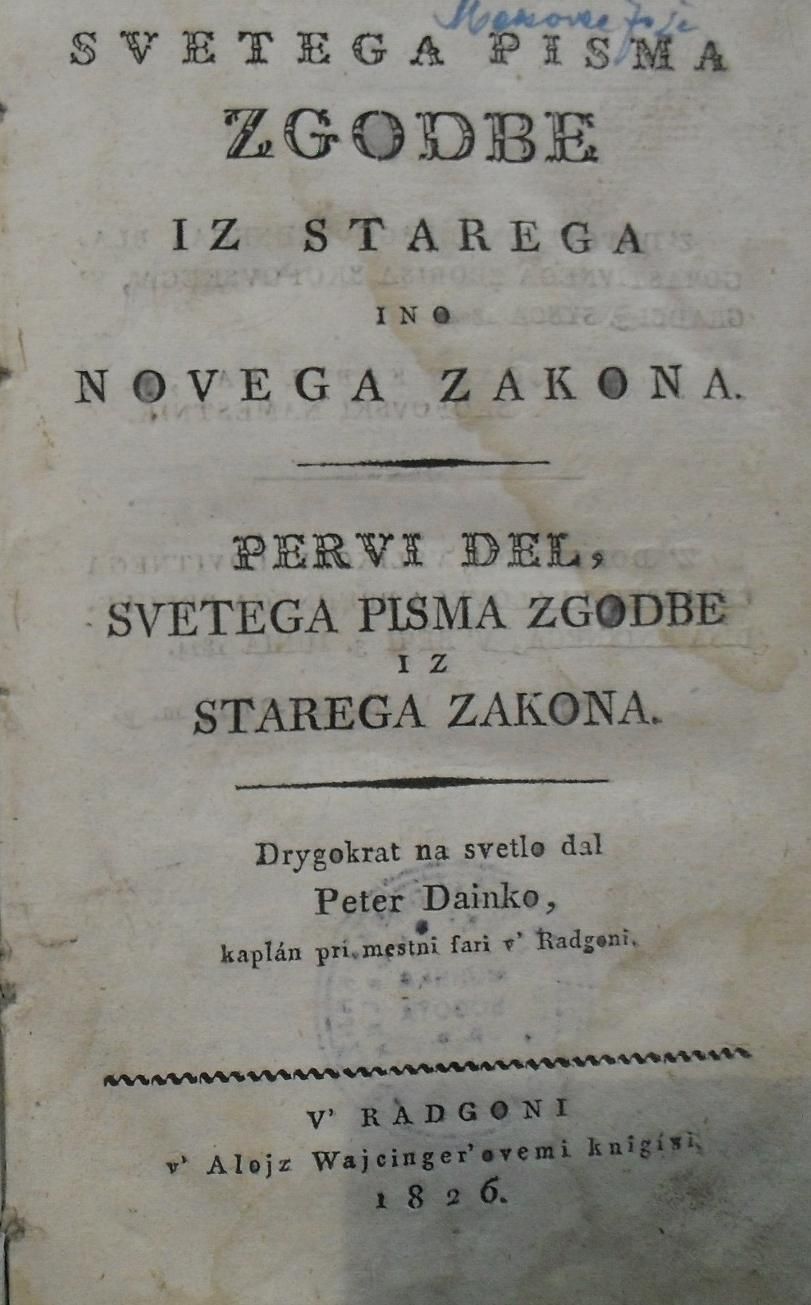
Peter Dajnko egyik műve: Az Ó- és Újszövetség történetei, (1826).

Peter Dajnko (korabeli írásmód szerint Dainko) (Kerschbach, 1787. április 23. – Groß Sonntag, 1873. február 22.) szlovén filológus, író, nyelvész, méhész és római katolikus pap.

## Élete
Regede mellett született a mai Črešnjevci nevű községben, ami a történelmi magyar határ közvetlen közelében fekszik. Édesapja Filip Dajnko helybeli szőlősgazda, míg édesanyja Marija Korošec néven ismertek. Gimnáziumi tanulmányait Marburgban (Maribor) végezte 1803-tól 1808-ig, 1814-ig pedig Grazban hallgatott teológiát és filozófiát, felszentelése 1813. március 18-án már megtörtént. Több mint egy évig (1815-16) Regede mellett Sankt Peterben volt káplán, azután fél évig Regedén, majd tizenöt éven át a város plébánosa. 1831. szeptember 20-án kapta kinevezését Velika Nedelja községbe. Halála előtt három évvel esperessé nevezték ki, s az Ormosd, valamint Luttenberg (Ljutomer) környéki települések tanfelügyelője volt, 1871-től tiszteletbeli kanonok. Munkájáért 1867. november 25-én aranykeresztet kapott.

## Munkássága
Dajnko munkássága a szlovén irodalomban jellegzetesnek és kissé tragikusnak is nevezhető. Ez utóbbi azért is igaz rá, mert munkáját hosszú ideig elutasították, félreértelmezték, emiatt egyfajta megvetését tárgyát képezte az író. Dajnko, mint a kor számos szlovén irodalmárja saját lokális nyelvét használta, mivel a szlovén nyelv nem rendelkezett egy közös irodalmi normával. Dajnko művei a regedei, luttenbergi és pettaui (Ptuj) vidékek nyelvjárásaira alapulnak, ezt az irodalmi normát a szlovén nyelvészet keletstájer szlovén nyelvnek nevezi (ténylegesen a történelmi Stájerország délkeleti részét foglalja magába). 
Dajnkót megelőzően is voltak már irodalmárai ennek a regionális nyelvnek, de a kodifikáció Dajnko érdeme. Ám míg elődei nagymértékben vettek át alaktani elemeket, szavakat, vagy mondattani alakokat a szomszédos (elsősorban közép-szlovén, kaj-horvát, vagy vend nyelvből), addig Dajnko törekedett nyelve tisztaságára és kizárólag a nyelvjárásokból próbált táplálkozni, habár a szomszédos vend nyelv Magyarországon szintén hatással volt rá. Elődei az ún. közép-szlovén nyelv felé törekedtek közeledni, s egységesülni, amit sok más irodalmi norma is tett, de Dajnko nem tudta elfogadni, hogy a kialakítandó nyelvben csakis kizárólag a központi normának legyen egyedüli uralma. Rajta kívül felismerte ezt Janez Nepomuk Primic nyelvész is, tudván hogy egy ilyen egyoldalú szlovén nyelv a magyarországi szlovének és a Stájerországban élők számára nem lesz elfogadható és csak növeli a különbségeket.
Dajnko a helyesírásban is újítást akart: egész eddig a szlovén nyelvi normák az ún. Adam Bohorič-féle helyesírást használták, más területeken pedig olasz, német, vagy magyar ábécét. Dajnko kidolgozott egy sajátos helyesírást, melyet róla neveztek el. Egyes sziszegő és susogó hangok megfelelő leképezését volt hivatott elősegíteni az új helyesírás, ezért Dajnko bevezetet új karakterek, melyek hasonlítottak a cirill ábécé néhány betűjéhez (a cs hangra ч, míg a zs hangra x karaktert használt).
A keletstájer nyelv alapját vallásos könyvei (keresztút, imakönyv, evangéliumos könyv), énektára, katekizmusa, valamint méhészetről szóló munkája vetette meg, ugyanakkor kísérletet tetta Biblia lefordítására. A könyveket Regedén nyomtatták, részben a Weitzinger-nyomdában, ahol a magyarországi szlovének művei is készültek. Dajnkónak számos követője is akadt, de még több volt az ellenzője, így a marburgi püspök Anton Martin Slomšek is, akinek hervadhatatlan érdemei fűződnek a szlovén nemzetért folyó harcban. A keletstájer nyelv (habár a Dajnko-ábécével írt könyvek száma meghaladta rövidesen az 50 ezer példányt!) csak néhány évig tudott funkcióban maradni és nem tudott versenyképes alternatívát mutatni az ún. szlovén helyesírási háborúban, mely vita ekkor zajlott a szlovén nyelvészek között és amelyben a Gaj-féle helyesírás diadalmaskodott. Slomšek ridegen elutasította és betiltotta Dajnko helyesírását, s a közép-szlovén nyelvhez való feltétlen fuziót szorgalmazta. Dajnko, mivel kis területen, sőt szinte egymaga tevékenykedett, nem tudott mit tenni, s az 1840-es évekre ki is szorult az irodalmi életből, meghatározó szerepet többé nem játszott. Dajnko másik fő bírálója, Anton Janez Murko szerint a Dajnko-ábécé inkább elválasztja a stájer szlovéneket a többi szlovéntól, ám ő a régi Bohorič-ábécéért szállt síkra. Ironikus módon végül Murko is meghunyászkodni kényszerült a Gaj-ábécével szemben.
Dajnko nyelve egyfajta átmenetet igyekezett képezni a magyarországi szlovének nyelve és a középső régiókban beszélt nyelvjárások felé, hogy a fuzió ne csak egyoldalú legyen. Ennek ellenére a szlovén kodifikátorok makacsul folytatták a sztenderdizálását kizárólag a krajnai nyelvjárásokra alapozva. Az utókor évtizedeken keresztül Dajnkót is és a magyarországi szlovénokat is nyelvi szeparatistaként kezelte, irodalmi nyelvüket irreálisnak minősítette, hibásnak a közép-szlovén nyelvhez képest, amelyet nacionalista felhangok is tarkítottak, összefüggésbe állítva minden más kísérletet a szlovének megosztására irányuló külső akciókkal (lásd vendkérdés). A rövid ami rendelkezésre állt a Dajnko-féle nyelvnek nem tette lehetővé a magasabb színvonalra való emelkedést, nem lett publicisztikai és szépirodalmi nyelv, ellentétben a vend nyelv sajátos helyzetéből fakadóan elérte ezt a magas kvalitást, amelyet máig megőrzött. De az itt történt nyelvi normára tett törekvésekre nem lehet szeparatizmusnak, vagy partikularizmusnak tekinteni, mint azt tette a szlovén nyelvészet a 20. század végén is. Akadtak bár ilyen lépések a teljes elszakadásra (mint Kardos János tevékenysége), viszont mások munkáit, akik éppúgy szlovénnak határozták meg magukat, az itteni nyelvi, történelmi, kulturális, politikai, egyházi és földrajzi körülmények diktálta helyzet sarkallták, mellyel Dajnko és magyarországi kortársai is tökéletesen tisztában voltak. Két évszázaddal korábban még a közép-szlovén irodalmárok is felmérték mindezt, de utódaik már önkényesen terjesztették ki ezt az irodalmi nyelvet a többi rovására.

## Művei
- Sazhetek vüzhenja 'Slaven'skega po nedelah (A szláv tanítás kezdete, 1816)
- Evangeliomi na vse nedele ino svetke skos leto (Evangéliumok minden vasárnapra és ünnepnapra, 1817)
- Svetega pisma sgodbe is starega sakona (Az ószövetségi Szentírás történetei, 1821)
- Lehrbuch der Windischen Sprache (A stájer szlovén/vend nyelv olvasókönyve, 1824)
- Kmet Izidor s svojimi otroki ino lydmi (Izidor gazda, a gyermekei és az emberek, 1824)
- Svetega Pisma zgodbe iz Starega ino Novega Zakona (Az Ó- és Újszövetség történetei, 1826)
- Posvetne pesmi med slovenskim narodom na Ȣtajerskem (A stájerországi szlovén nemzet világi énekei, 1827)
- Sveti krixni pot, ali bridko terpleŋe ino smert naȣega gospoda Jezu Krista (Szent keresztút, avagy mi Urunk Jézus Krisztus keserű szenvedése, 1829)
- Boxja sluxba kerȣanske mladosti (A keresztény ifjúság isteni szolgálata, 1830)
- Чelarstvo, ali celo novi, kratki, popun navuk чelne reje (Méhészet, avagy egészen út, rövid, de teljes tanítás a méhek kezeléséről, 1831)
- Knixica poboxnosti za mlade ino doraȣene kristjane (Könyvecske a gyermek és felnőtt keresztények számára a vallásosságról, 1833)
- Listi ino evangelji na vse nedele, svetke ino imenitneȣe dneve celega kerȣansko-katolȣkega cirkvenega leta (Levelek és evangéliumok minden vasárnapra és a teljes keresztény katolikus egyházi év nevezetesebb ünnepeire, 1833)
- Abecedna knixica za dexelne ȣole (Abécés könyvecske a vidéki iskolák számára, 1833)
- Abecedna knixica na hitro ino lehko podvuчenje (Ábécés könyvecske a gyors és könnyű tanulásra, 1833)
- Veliki katekizem, to je, kŋiga kerȣansko-katolȣkega navuka (Nagy katekizmus, mely a keresztény katolikus tanítás könyve), 1833